# Acelerador lineal

Un diagrama animado que muestra cómo funciona un acelerador lineal

Un acelerador lineal, muchas veces llamado linac por las primeras sílabas de su nombre en inglés (linear accelerator), es un dispositivo eléctrico para la aceleración de partículas que posean carga eléctrica, tales como los electrones, positrones, protones o iones. La aceleración se produce por incrementos, al atravesar las partículas una secuencia de campos eléctricos alternos.
El concepto teórico del acelerador lineal usando un campo oscilatorio de radiofrecuencias fue concebido en 1924 por el físico sueco Gustaf Ising. Influido por esta idea, el ingeniero noruego Rolf Widerøe construyó el primero, con el que pudo acelerar iones de potasio hasta una energía de 50 000 eV. La aparición de generadores más potentes de radiofrecuencias, desarrollados para los radares durante la Segunda Guerra Mundial supuso un avance importante en el diseño de los aceleradores lineales, al posibilitar la aceleración de partículas más ligeras, como los protones y electrones. En 1946 Luis Álvarez diseñó un acelerador de 875 m de longitud emplazado en una cavidad resonante, capaz de acelerar protones hasta alcanzar una energía de 800 MeV. El acelerador lineal de mayor longitud, con 3.2 km, se encuentra en el Laboratorio Nacional de Aceleradores SLAC, California.
Los aceleradores lineales se utilizan en la física de partículas y para la producción de radiación para el estudio de la estructura y propiedades de la materia. También tienen aplicaciones prácticas en la industria de semiconductores y la medicina.

## Desarrollo del acelerador lineal

Principio de construcción de un acelerador lineal según Ising y Wideröe.

Los primeros aceleradores de partículas con carga eléctrica se basaban en la aplicación de un voltaje continuo; la energía máxima que alcanzan las partículas en este tipo de acelerador es igual al voltaje multiplicado por su carga. La principal limitación de este diseño es que, al aumentar el voltaje hasta unas decenas de megavoltios, se produce una descarga eléctrica en el medio. Por este motivo se buscaron alternativas a este modo de operación. Gustav Ising sugirió el uso de un voltaje alternante y Rolf Widerøe desarrolló tal concepto por primera vez en el año 1928.
Este tipo de acelerador se compone de un número variable de tubos cilíndricos. Los tubos alternos están conectados entre sí, de tal modo que se aplique una diferencia de potencial oscilante entre los dos conjuntos de tubos. Debido a esta diferencia de potencial, las partículas cargadas experimentan una aceleración en el espacio entre los tubos; una vez que penetran en el tubo, este actúa como una caja de Faraday, aislándolas del campo eléctrico oscilante hasta que emergen en el otro extremo, donde experimentan un nuevo empuje. El tiempo que tardan las partículas en atravesar el tubo debe ser constante para mantenerse sincronizado con el período de oscilación del campo eléctrico. Como la velocidad de las partículas se incrementa a medida que viajan a lo largo del acelerador, los tubos deben tener mayor longitud a mayor distancia de la fuente. Los primeros aceleradores de este tipo funcionaban bien con partículas pesadas como iones, pero eran incapaces de impartir altas energías a partículas subatómicas como protones o electrones. Debido a su poca masa, estas partículas alcanzan una velocidad cercana a la de la luz y se requiere un campo oscilante a frecuencias del orden de gigaherzios. Los klistrones, aparatos inventados en 1937 y capaces de generar estas radiofrecuencias se empezaron a emplear para usos no militares al finalizar la Segunda Guerra Mundial. Al mismo tiempo, Luis Álvarez, junto con otros colaboradores de la Universidad de California, propuso emplazar el acelerador en una cavidad resonante para confinar el campo electromagnético y limitar las pérdidas por radiación. Este diseño, con algunas modificaciones, se suele usar para aceleradores de protones.
En los años 60 se introdujo un nuevo diseño en el Laboratorio Nacional de Los Álamos conocido como SCL (Side Coupling Linac) o 'Linac de acoplamiento lateral'. Este tipo de acelerador se compone de múltiples cavidades resonates acopladas. Las cavidades a lo largo del haz de partículas se denominan cavidades aceleradoras; cada par adyacente de cavidades aceleradoras, de fases opuestas entre sí, cuentan con una cavidad de acoplo lateral que contribuye a la estabilización del campo electromagnético en los aceleradores de mayor longitud. Este tipo de aceleradores puede usar klistrones de gran potencia y se usan predominantemente para la aceleración de partículas a velocidades mayores que un medio de la velocidad de la luz. En los años 80 se propuso el uso de materiales superconductores en los componentes de los aceleradores. Esta tecnología se usa predominantemente en los aceleradores de gran tamaño que operan a altas energías, como los
láseres de electrones libres y los linacs de Recuperación de Energía.

### Componentes

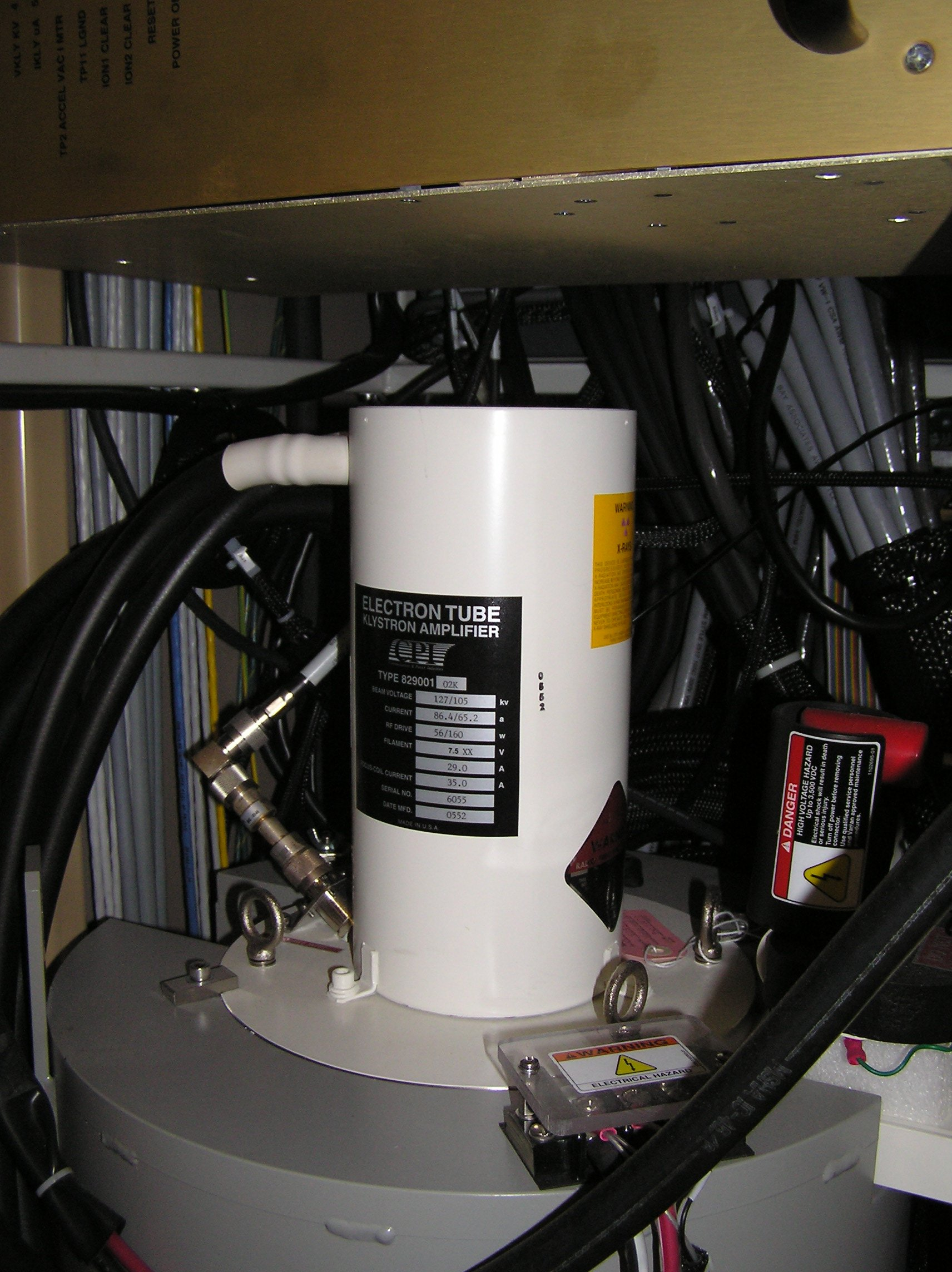
Klistrón

Un acelerador de partículas lineal moderno cuenta con los siguientes elementos:
- Una fuente de partículas: la fuente depende primordialmente del tipo de acelerador. Para los aceleradores de electrones se pueden utilizar cátodos termoiónicos, en los que los electrones se separan de los átomos al calentar el material,[7] cátodos fríos[8] o fotocátodos excitados por un láser, que resultan en un haz más concentrado y menos divergente.[9] Las fuentes de protones e iones son muy diversas; estas partículas se suelen extraer de un plasma, generado, por ejemplo a partir de una descarga o radiación de microondas aplicados a un gas.[10][11]
- Una fuente de alto voltaje para la inyección inicial de las partículas. El inyector puede ser de voltaje continuo o alterno. En los aceleradores de iones se usan cuadrupolos magnéticos operados a radiofrecuencias, para mantener el haz enfocado a bajas energías.[6]
- Una estructura hueca que alberga las componentes del acelerador y que debe mantenerse a un alto nivel de vacío, entre 10-6 y 10-9 Torr, para limitar la desaceleración de las partículas y pérdidas de energía.[6] Su longitud depende de las aplicaciones y varía entre 1 o 2 m y kilómetros.
- Electrodos cilíndricos aislados eléctricamente. Su longitud depende de la distancia en el tubo, así como del tipo de partícula a acelerar y de la potencia y la frecuencia del voltaje aplicado. Los segmentos más cortos están cerca de la fuente y los más largos, al otro extremo.[12]
- Fuentes de voltaje alterno, que van a alimentar a los electrodos. El uso de klistrones para amplificar la señal electromagnética es indispensable para los aceleradores de alta potencia. Aunque los tubos de vacío han quedado obsoletos para la mayoría de las aplicaciones para las que se desarrollaron inicialmente, no existe una alternativa capaz de generar la misma potencia a longitudes de onda del orden de milímetros.[13]
- Se pueden requerir lentes magnéticas y eléctricas adicionales para mantener el haz focalizado en el centro del tubo y los elementos aceleradores, sobre todo en aceleradores de protones e iones.[6][14]
- Los aceleradores muy largos pueden precisar el alineamiento de sus componentes mediante servos y un haz de láser como guía.[15]

## Ventajas y desventajas del acelerador lineal
Los aceleradores lineales generan un haz de partículas cargadas intenso, a alta energía y con un rango de características que lo convierten en un instrumento idóneo para múltiples aplicaciones. Es posible obtener haces de pequeño tamaño, colimados, de pulsos concentrados en el tiempo o con baja distribución de energías. Entre las ventajas de este tipo de aceleradores se cuentan las siguientes:
- El haz atraviesa el acelerador una vez, lo que evita efectos de resonancia destructiva.
- El haz viaja en línea recta, por lo cual no se producen pérdidas de energía por radiación sincrotrón.
- No se precisa de dispositivos complicados para inyectar y extraer el haz.
- Puede producir haces pulsados u operar a onda continua.

La principal desventaja del acelerador lineal es que, para conseguir alcanzar altas energías, es necesario aumentar el número de elementos de aceleración, con el consiguiente incremento en los costos de construcción. En contraste, en los aceleradores circulares, las partículas atraviesan la cavidad de radiofrecuencias un número indefinido de veces.

## Aplicaciones de los aceleradores lineales

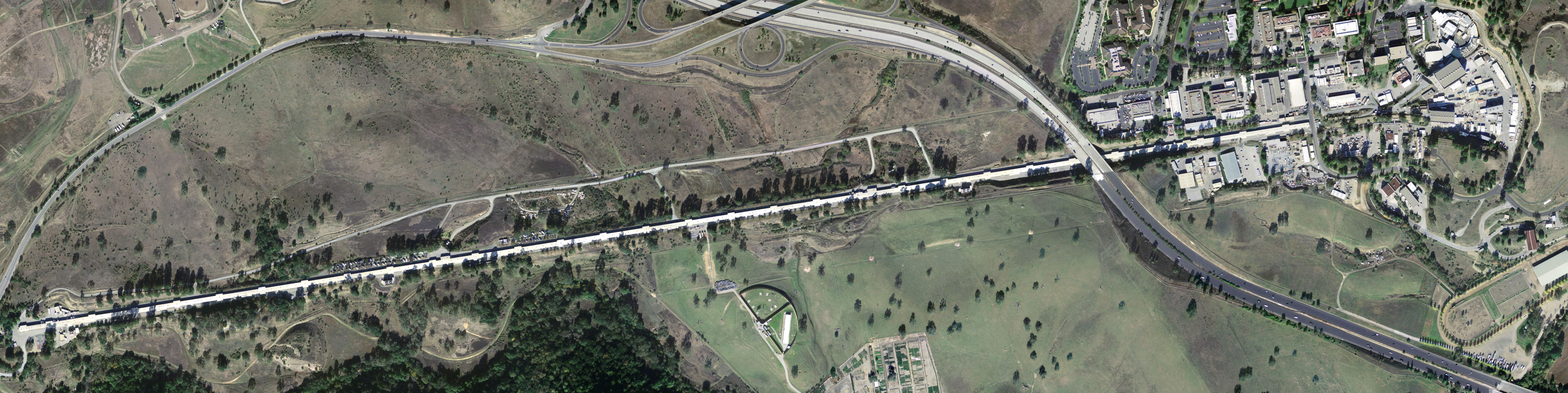
Vista aérea del acelerador lineal de Stanford. Este acelerador, utilizado durante años para experimentos de física de partículas, es el inyector de electrones para el láser de electrones libres LCLS.

Existe una gran variedad de aceleradores lineales, dedicados a diferentes propósitos. Se utilizan como inyectores de partículas en los sincrotrones, tanto dedicados a los estudios de física de partículas como a producir radiación sincrotrón para el estudio de materiales y otras aplicaciones prácticas. También se pueden utilizar para este propósito en los láseres de electrones. Los aceleradores lineales de alta energía como el acelerador lineal de Stanford, en el Laboratorio Nacional de Aceleradores SLAC y el colisionador lineal en DESY(Sincrotrón Alemán de Electrones) permiten obtener luz láser de rayos-X.
Los aceleradores lineales se pueden usar para administrar terapia contra tumores cancerígenos (radioterapia).En el ámbito de la radioterapia, los aceleradores lineales pueden emitir distintos tipos de partículas según la finalidad del tratamiento y la capacidad de la máquina: la partícula más ampliamente utilizada es el fotón (o rayos X) para cubrir la mayoría de tratamientos, pero también se suelen utilizar electrones para tratamientos superficiales o protones para una deposición de dosis muy localizada. También se usan para la caracterización y el estudio de materiales biológicos e inorgánicos, y en procesos de fabricación industriales, por ejemplo en microelectrónica.
Los aceleradores lineales han desempeñado un papel importante en la investigación de física de partículas. Por la alta energía requerida para estos estudios, los aceleradores en funcionamiento en la primera década del siglo XXI son predominantemente circulares, como el gran colisionador de hadrones en el CERN. Sin embargo, en la siguiente generación de aceleradores se volverá a utilizar el diseño lineal: existen planes para construir el colisionador lineal internacional (ILC), de 35 km de longitud y el colisionador lineal compacto (CLIC).